# Avient Aviation
Avient Aviation fue una Aerolínea con base en Zimbabue que operó vuelos chárteres y regulares de carga. La compañía se estableció el año 1993 con vuelos a Medio Oriente, Europa, África, Asia y Sudamérica. En 2013 todos los vuelos de Avient Aviation fueron asumidos por AV Cargo Airlines Ltd.
La compañía Avient Aviación tenía su sede central en Harare (Zimbabue) y oficinas secundarias en el aeropuerto de Lieja (Grâce-Hollogne, Bélgica) y el aeropuerto de Londres-Gatwick (Crawley, Reino Unido).

## Destinos
En septiembre de 2010, Avient Aviation volaba a los siguientes destinos:
| Países                          | Destinos       | Aeropuertos                                                 |
| África                          | África         | África                                                      |
| ------------------------------- | -------------- | ----------------------------------------------------------- |
| Burkina Faso                    | Uagadugú       | Aeropuerto de Uagadugú                                      |
| Ghana                           | Acra           | Aeropuerto Internacional de Kotoka                          |
| Guinea Ecuatorial               | Malabo         | Aeropuerto de Malabo-Santa Isabel                           |
| Mali                            | Bamako         | Aeropuerto Internacional de Bamako-Sénou                    |
| Mozambique                      | Pemba          | Aeropuerto de Pemba                                         |
| Nigeria                         | Abuya          | Aeropuerto Internacional Nnamdi Azikiwe                     |
| Nigeria                         | Kano           | Aeropuerto Internacional de Kano Mallam Aminu               |
| Nigeria                         | Lagos          | Aeropuerto Internacional Murtala Muhammed                   |
| Nigeria                         | Port Harcourt  | Aeropuerto Internacional de Port Harcourt                   |
| República Democrática del Congo | Kinsasa        | Aeropuerto Internacional de N'Djili                         |
| República del Congo             | Pointe-Noire   | Aeropuerto de Pointe-Noire                                  |
| Sierra Leona                    | Freetown       | Aeropuerto Internacional de Lungi                           |
| Sudán del Sur                   | Yuba           | Aeropuerto Internacional de Yuba                            |
| Tanzania                        | Mwanza         | Aeropuerto de Mwanza                                        |
| Uganda                          | Entebbe        | Aeropuerto Internacional de Entebbe                         |
| Zimbabue                        | Harare         | Aeropuerto Internacional de Harare (hub principal)          |
| Antártida                       |                |                                                             |
| Antártida                       | Glaciar Unión  | Campamento Glaciar Unión (chárter)                          |
| Asia                            |                |                                                             |
| Emiratos Árabes Unidos          | Sharjah        | Aeropuerto Internacional de Sharjah (hub secundario)        |
| Hong Kong                       | Hong Kong      | Aeropuerto Internacional de Hong Kong                       |
| Europa                          |                |                                                             |
| Bélgica                         | Lieja          | Aeropuerto de Lieja (hub secundario)                        |
| Reino Unido                     | Londres        | Aeropuerto de Londres-Gatwick (hub secundario)              |
| Sudamérica                      |                |                                                             |
| Brasil                          | Belo Horizonte | Aeropuerto Internacional Tancredo Neves                     |
| Chile                           | Punta Arenas   | Aeropuerto Internacional Presidente Carlos Ibáñez del Campo |

## Flota histórica
Avient Aviation operó las siguientes aeronaves durante su existencia:
| Aeronaves               | Total | Introducido | Retirado | Matrículas                  |
| ----------------------- | ----- | ----------- | -------- | --------------------------- |
| Douglas DC-8            | 1     | 2008        | 2008     | Z-ALB                       |
| Ilyushin Il-76          | 1     | 2004        | 2010     | Z-WTV                       |
| McDonnell Douglas DC-10 | 4     | 2004        | 2013     | Z-ALS, Z-AVT, Z-ALT y Z-ARL |
| McDonnell Douglas MD-11 | 4     | 2009        | 2013     | Z-BPL, Z-BAM, Z-BAV y Z-BVT |

## Accidentes e incidentes
- Vuelo 324 de Avient Aviation: El 28 de noviembre de 2009, un McDonnell Douglas MD-11F (registrado Z-BAV) de Avient Aviation se estrelló durante el proceso de despegue en el Aeropuerto Internacional de Shanghái-Pudong, con tres personas fallecidas.[5]